# Малер, Вильям Христианович
Вильям (Виллиам) Христианович Малер (Маллер) (нем. August William von Mahler; 23 сентября (5 октября) 1814, Виндава — 10 (22) февраля 1876, Одесса) — российский генерал-майор, герой обороны Севастополя в 1855 году.

## Биография
Младший сын виндавского купца Христиана Готфрида Малера (1769—1814) и Анны Елизаветы Роде (1777—1849). Отец умер за полгода до рождения Вильяма.
Воспитывался в кадетском корпусе, 2 апреля 1837 года произведён в прапорщики Невского морского полка, в 1838 году в подпоручики, в 1841 году — в поручики. В 1846 году переведён в Михайловский Воронежский кадетский корпус штабс-капитаном, в 1848 году произведён в капитаны. 23 марта 1849 года переведён майором в Литовский егерский полк.
Участвовал в Венгерском походе 1849 года, командуя 2-м батальоном полка. 11 июля 1849 года отличился в бою за Ойтузское ущелье, где батальон (700 человек) и 1/2 сотни казаков 8 часов обороняли позицию от 4000 венгерских солдат при 8 орудиях и 5 эскадронов гусар. За отличие в этом бою 25 июля был произведён в подполковники и награждён австрийским орденом Леопольда 3-й степени.
В 1852 году переведён батальонным командиром в Тенгинский пехотный полк, участвовал в войне на Кавказе. 25 февраля 1853 года в бою у аула Али-Юрт был контужен ядром в голову.
В 1855 году назначен командиром Шлиссельбургского егерского полка. Вместе с полком участвовал в обороне Севастополя, находясь в составе севастопольского гарнизона с 5 по 27 августа. Особо отличился во время штурма 27 августа, где был тяжело ранен, за отличие был произведён в полковники и 9 апреля 1856 года награждён золотой полусаблей с надписью «За храбрость».
В 1859 году был прикомандирован к Пажескому корпусу с оставлением по армейской пехоте. 20 апреля 1869 года произведён в генерал-майоры, в 1871 году назначен шефом Николаевского военного госпиталя в Санкт-Петербурге. От старых ран был вынужден путешествовать по европейским курортам, однако лечение не дало успеха. Вильям Христианович скончался 10 февраля 1876 года в Одессе, похоронен в родной Виндаве на лютеранском кладбище (ныне кладбище Кантсону в Вентспилсе).

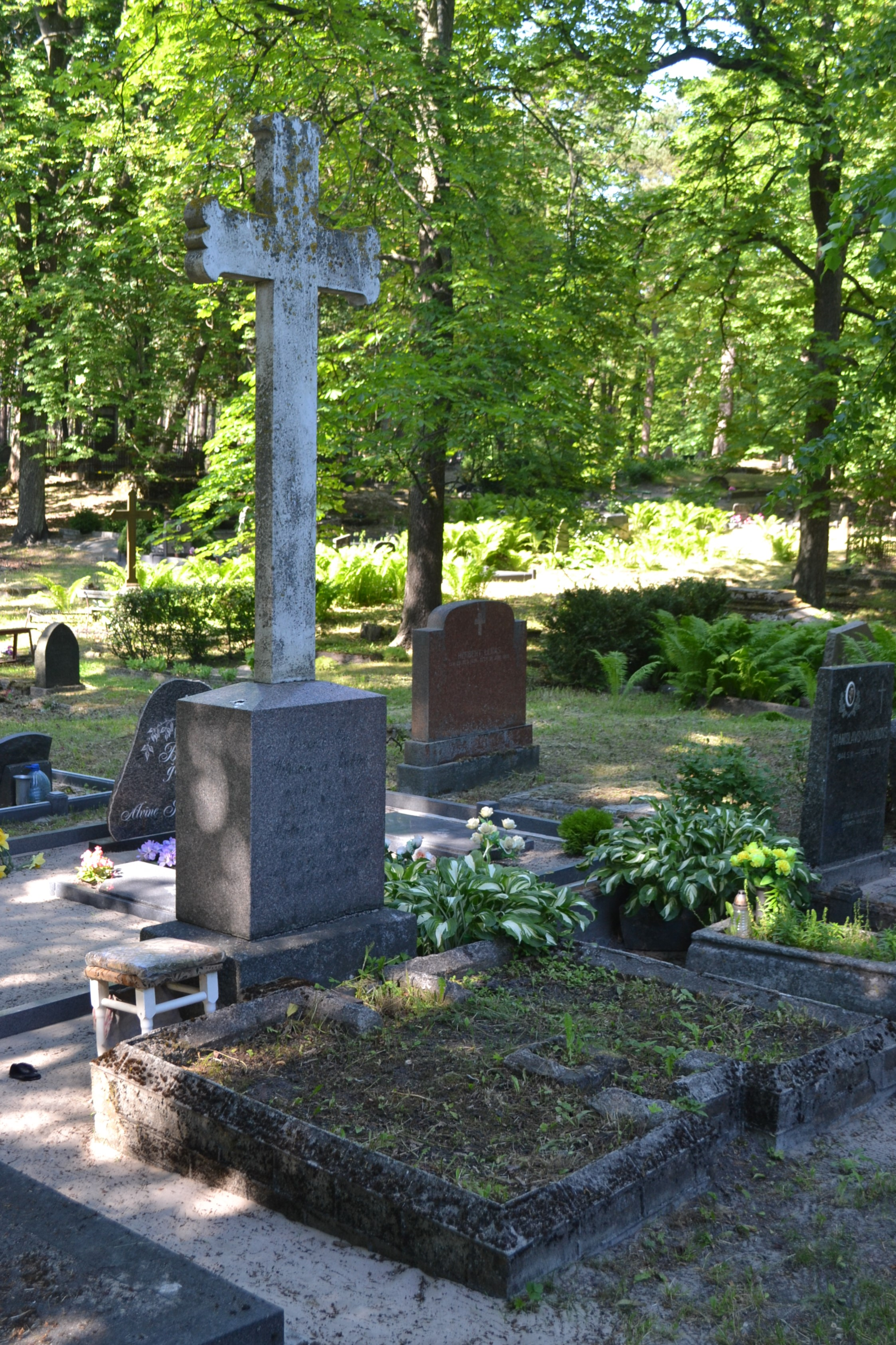
Могила В. Х. Малера

## Награды
- Орден Святой Анны 3-й ст. с бантом (1852)
- Орден Святой Анны 2-й ст. (1853)
- Золотая полусабля с надписью «За храбрость» (9 апреля 1856)
- Знак отличия беспорочной службы за XX лет (22 августа 1859)
- Орден Св. Владимира 4-й ст. с бантом за 25 лет беспорочной службы (22 сентября 1859)
- Орден Св. Владимира 3-й ст. (1871)
- Медаль «За усмирение Венгрии и Трансильвании»
- Медаль «За защиту Севастополя»
- Медаль «В память войны 1853—1856»

Иностранный:
- Австрийский орден Леопольда 3-й ст. (1850)

## Семья
Был дважды женат: в 1841 г. в Воронеже женился на Вере Васильеве (ум. 24.3.1857), их 2-месячный сын умер в 1848 году; в феврале 1860 года женился на дочери инспектора Виндавского уездного училища Берте Шарлотте фон Бадер (17.12.1820, Виндава — 4.5.1894, Митава), брак был бездетным.